# Borj Lalla Qadiya
La Borj Lalla Qadiya (en árabe: برج لالة قاضية) es una torre de vigilancia de la muralla andalusí de Rabat. Fue construida probablemente en el siglo XVII junto a la tumba de una mujer llamada Lalla Qdiya. Tiene una base más o menos cuadrada y una altura de 9 metros, cuenta con aspilleras. En su parte superior alberga una habitación, iluminada por una ventana estrecha y adintelada, y una terraza. Servía para proteger ataques procedentes de Salé.